# Богданец, Валерий Владимирович
Валерий Владимирович Богданец (род. 9 апреля 1960, Полтава) — советский и молдавский футболист, полузащитник, тренер. Кандидат педагогических наук. Имеет тренерскую лицензию категории Pro.

## Биография

### Карьера игрока
В 1978 году дебютировал во второй лиге первенства СССР, приняв участие в матче за полтавский «Колос». В первой лиге играл за «Искру» Смоленск (1983) и «Нистру» Кишинёв (1984—1985). Затем играл во второй лиге за «Текстильщик» Тирасполь (1987) и «Ворсклу» Полтава (1988—1990). В 1992—1996 годах играл за команды высшего дивизиона чемпионата Молдавии.

### Карьера тренера
После окончания игровой карьеры работал с различными детско-юношескими командами, включая сборную России (из игроков 1990, 1995 и 1998 годов рождения, а также команду U-15, где помогал Андрею Талалаеву) и молодёжную команду «Ростова», с июля по декабрь 2015 года был главным тренером клуба ПФЛ «Волга-Олимпиец» Нижний Новгород, занимал административные должности в ДЮСШ «Химки», академии московского «Локомотива» и ФК «Строгино».
В январе — апреле 2021 года был главным тренером команды «Волна» Нижегородская область — участницы Первенства ПФЛ. 3 мая стало известно о расторжении контракта между сторонами.